# Əski İqrığ
Əski İqrığ è un comune dell'Azerbaigian situato nel distretto di Quba. Conta una popolazione di 325 abitanti.